# Clethrogyna aurea
Clethrogyna aurea är en fjärilsart som beskrevs av Charles Oberthür 1922. Clethrogyna aurea ingår i släktet Clethrogyna och familjen tofsspinnare. Inga underarter finns listade i Catalogue of Life.